# Javier Tarancón
Javier Tarancón (ur. 23 listopada 1991 w Barcelonie) – hiszpański kierowca wyścigowy.

## Kariera

### Początki
Javier karierę rozpoczął w roku 2000, od startów w kartingu. W 2008 roku zadebiutował w serii wyścigów samochodów jednomiejscowych – Formul’Academy Euro Series. Hiszpan sześciokrotnie stawał na podium, a w końcowej klasyfikacji zajął 5. miejsce.

### Formuła BMW
W sezonie 2010 przeniósł się do Europejskiej Formuły BMW. Reprezentując ekipę DAMS, zmagania zakończył na 12. pozycji. W drugim roku współpracy z francuskim zespołem Tarancon trzykrotnie znalazł się w pierwszej trójce. Najlepiej spisał się podczas rundy na torze Spa-Francorchamps, gdzie w pierwszym starcie odniósł zwycięstwo, natomiast w drugim dojechał jedynie za Holendrem Robinem Frijnsem. Dwukrotnie uzyskał również najszybszy czas okrążenia. Ostatecznie rywalizację ukończył na 5. lokacie.

### Formuła Renault
W drugiej połowie 2010 roku Javier (w hiszpańskim zespole Epsilon Euskadi) zadebiutował w Formule Renault. Hiszpan wziął udział w trzech ostatnich rundach sezonu. W ciągu sześciu startów, tylko w jednym nie dojechał w czołowej piątce, a podczas zmagań na torze Silverstone Tarancon zajął drugą oraz pierwszą lokatę. Nie był jednak liczony do klasyfikacji.
W październiku zaliczył również występ w północnoeuropejskim cyklu tej serii. Pierwszego startu wprawdzie nie ukończył, ale w dwóch kolejnych uplasował się odpowiednio na trzeciej i piątej lokacie. Zdobyte punkty sklasyfikowały go na 24. miejscu.
W roku 2011 (we francuskiej ekipie Tech 1 Racing) Hiszpan rozpoczął starty w nowo utworzonej Alpejskiej Formule Renault. Po zaciętej walce Tarancon sięgnął po pierwszy w karierze tytuł mistrzowski. W trakcie sezonu ośmiokrotnie meldował się na podium, z czego trzykrotnie na najwyższym stopniu (dwukrotnie na ulicznym torze w Pau). Poza tym sześciokrotnie sięgał po pole position oraz ustanawiał najszybsze okrążenie wyścigu. Z Francuzem Yannem Zimmerem zwyciężył różnicą zaledwie sześciu punktów.
Javier zaliczył także pełny sezon w europejskiej edycji, jednakże ze słabszym skutkiem. Punktując w większości wyścigach, największy sukces odniósł w pierwszym starcie ostatniej rundy, na torze w Walencji, gdzie okazał się najlepszy. Dzień później dojechał na czwartej lokacie, uzyskując najszybszy czas okrążenia. Zdobyte punkty pozwoliły mu zająć 8. pozycję w klasyfikacji generalnej.

## Statystyki
| Sezon | Seria                                         | Zespół          | Wyścigi | Zwycięstwa | PP | NO | Podium | Punkty | Pozycja |
| ----- | --------------------------------------------- | --------------- | ------- | ---------- | -- | -- | ------ | ------ | ------- |
| 2008  | Akademia Formuły Euro Series                  | Signatech       | 14      | 0          | 0  | 0  | 6      | 83     | 5       |
| 2009  | Europejska Formuła BMW                        | DAMS            | 16      | 0          | 0  | 0  | 0      | 91     | 12      |
| 2010  | Europejska Formuła BMW                        | DAMS            | 16      | 1          | 0  | 2  | 3      | 191    | 5       |
| 2010  | Europejski Puchar Formuły Renault 2.0         | Epsilon Euskadi | 6       | 1          | 0  | 0  | 2      | 0      | NS†     |
| 2010  | Północnoeuropejski Puchar Formuły Renault 2.0 | Epsilon Euskadi | 3       | 0          | 0  | 0  | 1      | 36     | 24      |
| 2011  | Europejski Puchar Formuły Renault 2.0         | Tech 1 Racing   | 14      | 1          | 0  | 1  | 1      | 78     | 8       |
| 2011  | Alpejska Formuła Renault 2.0                  | Tech 1 Racing   | 14      | 3          | 6  | 6  | 8      | 344    | 1       |
| 2012  | Europejski Puchar Formuły Renault 2.0         | RC Formula      | 12      | 0          | 1  | 0  | 0      | 21     | 19      |